# Новые интерфейсы музыкального выражения
Но́вые интерфе́йсы музыка́льного выраже́ния (англ. New Interfaces for Musical Expression, NIME) — международная конференция, посвящённая научным исследованиям, связанным с разработкой новых технологий, которые могут быть использованы в художественной деятельности для усиления и обогащения различных аспектов её музыкальной выразительности.
На этой ежегодной конференции учёные и музыканты со всего мира встречаются и делятся своими знаниями и своим опытом  в области разработки и максимально эффективного использования новейших музыкальных технологий.

## История
Конференция NIME зародилась в качестве дальнейшего специализированного обсуждения темы «Человеческий фактор в компьютерных системах», которой была посвящена конференция ACM Multimedia 2001 года.
С тех пор международные конференции NIME проводятся во всем мире ежегодно:
- NIME-06 была организована IRCAM в Париже в июне 2006 года.
- NIME-07 состоялась в Harvestworks Digital Media Arts Center Нью-Йоркского университета.[3]
- NIME-08 была организована в Университете Генуи [4].
- NIME-09 прошла в Питтсбурге (Carnegie Mellon School of Music).
- NIME 2010 года состоялась в Сиднее [5].
- NIME 2011 года проходила в Осло, Норвегия.
- NIME 2012 года планируется организовать в Мичиганском университете

## Темы обсуждения
Далеко не полный список тем, обсуждаемых на конференциях NIME:
- Отчеты о создании новых контроллеров и интерфейсов для усиления музыкальной выразительности.
- Обмен опытом в сфере практического использования новых музыкальных контроллеров в концертно-исполнительской практике.
- Педагогическое использование новых музыкальных интерфейсов — учебные курсы и программы.
- Использование в музыке интерактивных компьютерных систем и инструментов, функционирующих в режиме реального времени.
- Проблемы визуальной и кинестетической поддержки звуковой экспрессивности.
- Проблемы восприятия музыки в аспекте когнитивных процессов.
- Использование при музыкальном исполнении тактильной обратной связи (Haptic-технологии).
- Разработка датчиков для различных музыкальных приложений.
- Разработка новых и альтернативных музыкально-коммутативных протоколов (по примеру MIDI).
- Музыкальный контроль театральной жестикуляции.
- Эстетические, культурологические, психологические и социологические аспекты внедрения новых музыкальных интерфейсов.

## Конференции, схожие по тематике
- Международная конференция по компьютерной музыке (ICMC)
- Sound and Music Computing (SMC)
- ACM Multimedia